# Daniel Rutkowski
Daniel Rutkowski (ur. 12 lipca 1989 w Radomiu) – polski zawodnik mieszanych sztuk walki (MMA) wagi piórkowej, zapaśnik oraz bokser. W przeszłości walczył dla BAMMA i PLMMA. Były mistrz Babilon MMA oraz FEN w wadze piórkowej. Były zawodnik KSW.

## Kariera MMA

### Wczesna kariera
Przed zawodową karierą amatorsko stoczył łącznie 9 walk, z których wygrał aż 8 na galach ALMMA.
Zawodowo zadebiutował 19 czerwca 2015 roku na gali PLMMA 56, gdzie przegrał z Radosławem Tarnawem przez jednogłośną decyzję sędziowską. Drugi pojedynek przegrał w podobny sposób do poprzedniego, tym razem jego pogromcą okazał się być Dawid Gajda.
Po dwóch przegranych walkach pierwsze zawodowe zwycięstwo odniósł na gali odbywającej się w Belfaście, pokonał tam Irlandczyka Dylana Logana przez techniczny nokaut w 2 rundzie (4 grudnia 2016).
Kolejne dwie walki stoczył dla brytyjskiej federacji BAMMA, odniósł tam dwa zwycięstwa przez TKO.
30 września 2017 na gali w miasteczku Linwood stoczył pojedynek o mistrzowski pas On Top Promotions w wadze lekkiej, rywalem „Rutka” został rywal ze Szkocji Steve McIntosh. Pojedynek w pierwszej rundzie został uznany za nieodbyty, gdyż Rutkowski przypadkowo sfaulował uderzeniem kolanem w krocze przeciwnika. W związku z zaistniałą sytuacją mistrz nie został wyłoniony.
18 listopada 2017 stoczył jeden pojedynek dla organizacji Thunderstrike Fight League. Podczas gali „TFL 12: Hydro Truck Night” zwyciężył walkę poddając Patryka Duńskiego duszeniem gilotynowym w 2 rundzie.

### Babilon MMA
W następnym pojedynku wystąpił na gali Babilon MMA 3, gdzie technicznie znokautował tam Mateusza Sińskiego w drugiej rundzie. Po gali Rutek został nagrodzony bonusem finansowym przez federację w kategorii „występ wieczoru".
8 czerwca 2018 podczas gali Babilon MMA 4 w Ełku zwyciężył ponownie przez TKO, tym razem kończąc rywala już w pierwszej odsłonie starcia.
25 stycznia 2019 na Babilon MMA 7 w Żyrardowie pokonał decyzją jednogłośną Łukasza Rajewskiego.
Rutkowski po trzech zwycięstwach dla organizacji Babilon MMA dostał szansę walki o pas mistrzowski. Na ósmej numerowanej gali Babilon MMA stoczył mistrzowski pojedynek z Damianem Zorczykowskim, który był wówczas na passie dwóch zwycięstw z rzędu. Rutek w trzeciej rundzie sprowadził rywala do parteru, po czym ubił go ciosami, stając się mistrzem Babilon MMA w wadze lekkiej.
We wrześniu 2019 federacja Babilon MMA nawiązała współpracę z inną czołową polską federacją Fight Exclusive Night, by 26 października zorganizować wspólną galę. W walce wieczoru wystąpił mistrz Babilon MMA w wadze piórkowej, Daniel Rutkowski oraz mistrz FEN w wadze piórkowej, Adrian Zieliński. Stawką pojedynku były dwa mistrzowskie pasy, a sama gala odbyła się na jubileuszowej 10. edycji Babilon MMA (Babilon MMA 10: Podziemny Krąg). Walkę jednogłośnie na pełnym dystansie zwyciężył Rutek, broniąc swoje mistrzostwo oraz dołożył kolejne trofeum do swojej kolekcji.
13 grudnia na gali Babilon MMA 11 stoczył pojedynek w umownym limicie (-68 kg) z Brazylijczykiem, Estabilim Amato. Trzyrundową batalię zwyciężył jednogłośnie na punkty Rutkowski.
W głównej walce wieczoru gali Babilon MMA 16, która rozegrała się 25 września 2020 w Legionowie skrzyżował rękawice z zawodnikiem z Niemiec, Renem Runge. Walka odbyła się w kategorii lekkiej, a wygrał ją jednogłośnie na punkty Rutkowski.

### FEN i KSW
15 zawodowy pojedynek stoczył w wielkim rewanżu z Adrianem Zielińskim. Drugie starcie obu zawodników odbyło się 28 listopada 2020 na gali FEN 31: Lotos Fight Night Łódź. Pojedynek ponownie na pełnym dystansie zwyciężył jednogłośnie Daniel Rutkowski.
27 września 2021 największa polska federacja Konfrontacja Sztuk Walki ogłosiła, że Rutek podpisał z nimi kontrakt, i zadebiutuję już podczas październikowej gali KSW 64. Tego samego dnia Daniel w wywiadzie dla portalu MMA Rocks ogłosił, że jego rywalem zostanie Chorwat znany ze spektakularnych nokautów, Filip Pejić. Pojedynek w drugiej rundzie zwyciężył Rutkowski, nokautując kopnięciem na głowę przeciwnika. Po walce został nagrodzony pierwszym bonusem za najlepszy nokaut wieczoru.
Podczas KSW 68: Parnasse vs. Rutkowski zmierzył się z panującym mistrzem Salahdinem Parnassem o pas KSW w wadze piórkowej. Przegrał przed poddanie duszeniem zza pleców w czwartej rundzie.
Oczekiwano, że podczas gali KSW 73: Sarara vs. Wrzosek zawalczy z byłym mistrzem German MMA Championship w wadze piórkowej, Lomem-Alim Eskijewem. 6 sierpnia 2022 ogłoszono, że Eskijew wypadł z tego zestawienia z powodu choroby. Na jego miejsce wszedł były zawodnik UFC i zwycięzca popularnego programu The Ultimate Fighter: Brazil, Reginaldo Vieira. Rutkowski zwyciężył jednogłośną decyzją sędziów, którzy punktowali 2x 30-27, 30-26 na jego korzyść.
17 grudnia 2022 podczas gali XTB KSW 77: Khalidov vs. Pudzianowski doszło do konfrontacji Rutkowskiego z niedoszłym Niemcem, Lomem-Alim Eskijewem. Zwyciężył przez niejednogłośną decyzję sędziów, którzy punktowali 29-28, 28-29 i 29-28.
11 kwietnia 2023 roku ogłoszono, że podpisał nowy kontrakt z KSW obowiązujący na wiele walk. W tym samym dniu ogłoszono jego walkę z Adamem Soldajewem, do której doszło 3 czerwca 2023, podczas gali XTB KSW 83: Colosseum 2 na Stadionie PGE Narodowym w Warszawie. Zwyciężył jednogłośną decyzją sędziowską.
W głównej walce wieczoru gali XTB KSW 88: Bitwa o Radom, która odbyła się 11 listopada 2023 zmierzył się z byłym mistrzem federacji Armia Fight Night, Patrykiem Kaczmarczykiem. Rutkowski mimo pozycji faworyta w tym starciu musiał uznać wyższość przeciwnika, który wygrał jednogłośnie na kartach punktowych. Po gali organizacja nagrodziła pojedynek bonusem za najlepszą walkę wieczoru. 
16 marca 2024 w Gorzowie Wielkopolskim podczas wydarzenia XTB KSW 92 zawalczył z debiutującym w federacji, doświadczonym Brazylijczykiem, Julio Cesarem Nevesem. Pokonał rywala jednogłośnie na punkty, tym samym powracając na zwycięską ścieżkę. 

## Kariera bokserska
17 lipca 2020 zadebiutował w formule bokserskiej podczas gali Babilon Promotion: Live in Studio, jego rywalem miał zostać Michał Syrowatka, jednak ostatecznie nowym rywalem Rutka został inny doświadczony pięściarz Przemysław Runowski. Pojedynek doczekał się do końcowej decyzji, po której sędzia ringowy ogłosił zwycięstwo Runowskiego.
26 lutego 2021 stoczył swój drugi bokserski pojedynek, rywalem Rutka został Kubańczyk Evander Rivera. Batalię w Warszawie po sześciu rundach wygrał Rivera.
9 kwietnia 2021 na Babilon Boxing Show zwyciężył z zawodnikiem MMA Dawidem Śmiełowskim, który wówczas debiutował w boksie.
14 maja 2021 na Polsat Boxing Night 10 przegrał po większościowej decyzji z niepokonanym bokserem z Białorusi Maksimem Hardzeiką.
17 grudnia 2021 podczas Babilon Boxing Show skrzyżował rękawice z Damianem Kiwiorem. Pojedynek został przerwany w szóstej rundzie po nieintencjonalnych faulach Kiwiora, który trzykrotnie atakował fightera z Radomia głową, powodując rozcięcia na jego twarzy, uniemożliwiające dalszą walkę. W związku z tym sędziowie zliczyli punkty z odbytych rund. Punktowi także nie byli zgodni co do werdyktu, gdyż dwóch wskazało na zwycięstwo Rutkowskiego, zaś jeden na remis. Ostatecznie walka zakończyła się techniczną decyzją na korzyść Rutkowskiego.
1 października 2022 wystąpił dla federacji typu freak show fight – Prime Show MMA podczas gali Prime 3: Street Fighter, gdzie zmierzył się z debiutującym w formule bokserskiej, Piotrem Pająkiem. Walkę po czterech trzyminutowych rundach jednogłośnie zwyciężył Rutek.
10 maja 2024 w Krakowie na gali Silesian MMA 15 stoczył walkę z byłym zawodnikiem UFC, Salimem Touahrim. Wygrał na pełnym dystansie przez jednogłośną decyzję sędziów.
22 czerwca 2024 w Radomiu podczas charytatywnej gali Biznes Boxing Polska skrzyżował dwukrotnie rękawice w pokazowych walkach. Rutkowski najpierw stoczył pojedynek na wózku inwalidzkim, a następnie zmierzył się z Pawłem Pytką, który wylicytował z nim walkę. Pierwotnie jego rywalem na tym wydarzeniu miał zostać Łukasz Jurkowski, jednak ten z nieznanych przyczyn nie zawalczył na tej gali.
14 września 2024 w Ustroniu na gali Silesian MMA 17 miał skrzyżować rękawice z byłym zawodnikiem KSW, Patrykiem Chrobakiem. Jego występ został anulowany z powodu zatrzymania przez policję. Na jego miejsce w zastępstwo wszedł Artur Sowiński.  

## Osiągnięcia

### Zapasy[68]
- 2009: Młodzieżowe Mistrzostwa Polski – 3. miejsce w kat. 66 kg (brązowy medal)

- 2009: Mistrzostwa Polski juniorów – 3. miejsce w kat. 66 kg (brązowy medal)
- 2010: Młodzieżowe Mistrzostwa Polski – 1. miejsce w kat. 66 kg (złoty medalista)
- 2011: Młodzieżowe Mistrzostwa Polski – 2. miejsce w kat. 66 kg (srebrny medal)
- 2012: Indywidualne Mistrzostwa Polski seniorów – 3. miejsce w kat. 66 kg (brązowy medal)
- 2012: Młodzieżowe Mistrzostwa Polski – 2. miejsce w kat. 66 kg (srebrny medal)
- 2014: Indywidualne Mistrzostwa Polski seniorów – 1. miejsce w kat. 66 kg (złoty medal)
- 2015: Indywidualne Mistrzostwa Polski seniorów – 2. miejsce w kat. 66 kg (srebrny medal)

### Mieszane sztuki walki
- Babilon MMA
  - 2019-2021: Mistrz Babilon MMA w wadze piórkowej
  - Bonus za występ wieczoru (raz) vs. Mateusz Siński (2018)[16]
- Fight Exclusive Night
  - 2019-2021: Mistrz FEN w wadze piórkowej
- Konfrontacja Sztuk Walki
  - Bonus za nokaut wieczoru (raz) vs. Filip Pejić (2021)[32]
  - Bonus za walkę wieczoru (raz) vs. Patryk Kaczmarczyk (2023)[46]

## Lista walk w MMA

### Zawodowe
| Wynik     | Bilans   | Przeciwnik (bilans przed walką) | Rozstrzygnięcie                                                                            | Runda | Czas | Rozgrywki                             | Data       | Miejsce             | Uwagi |
| --------- | -------- | ------------------------------- | ------------------------------------------------------------------------------------------ | ----- | ---- | ------------------------------------- | ---------- | ------------------- | --- |
| Wygrana   | 17-4 (1) | Julio Cesar Neves Jr. (36-1)    | Decyzja (jednogłośna)                                                                      | 3     | 5:00 | XTB KSW 92: Wikłacz vs. Jojua         | 16.03.2024 | Gorzów Wielkopolski | |
| Przegrana | 16-4 (1) | Patryk Kaczmarczyk (10-2)       | Decyzja (jednogłośna)                                                                      | 3     | 5:00 | XTB KSW 88: Bitwa o Radom             | 11.11.2023 | Radom               | Bonus za walkę wieczoru. Main Event |
| Wygrana   | 16-3 (1) | Adam Soldajew (7-1)             | Decyzja (jednogłośna)                                                                      | 3     | 5:00 | XTB KSW 83: Colosseum 2               | 03.06.2023 | Warszawa            | |
| Wygrana   | 15-3 (1) | Lom-Ali Eskijew (20-5. 1NC)     | Decyzja (niejednogłośna)                                                                   | 3     | 5:00 | XTB KSW 77: Khalidov vs. Pudzianowski | 17.12.2022 | Gliwice             | |
| Wygrana   | 14-3 (1) | Reginaldo Vieira (15-6)         | Decyzja (jednogłośna)                                                                      | 3     | 5:00 | KSW 73: Wrzosek vs. Sarara            | 20.08.2022 | Warszawa            | Co-Main Event |
| Przegrana | 13-3 (1) | Salahdine Parnasse (15-1)       | Poddanie (duszenie zza pleców)                                                             | 4     | 1:07 | KSW 68: Parnasse vs. Rutkowski        | 19.03.2022 | Radom               | Pojedynek o pas międzynarodowego mistrza KSW w wadze piórkowej. Main Event                                                              |
| Wygrana   | 13-2 (1) | Filip Pejić (15-5-2)            | KO (kopnięcie na głowę)                                                                    | 2     | 1:22 | KSW 64: Przybysz vs. Santos           | 23.10.2021 | Łódź                | Debiut w KSW. Bonus za nokaut wieczoru.                                                                                                 |
| Wygrana   | 12-2 (1) | Adrian Zieliński (20-9)         | Decyzja (jednogłośna)                                                                      | 5     | 5:00 | FEN 31: Lotos Fight Night Łódź        | 28.11.2020 | Łódź                | Początkowo walka miała toczyć się o pas mistrzowski FEN oraz Babilon MMA, jednak Zieliński nie wypełnił limitu wagowego wagi piórkowej. |
| Wygrana   | 11-2 (1) | Rene Runge (9-3-1)              | Decyzja (jednogłośna)                                                                      | 3     | 5:00 | Babilon MMA 16: Rutkowski vs. Runge   | 25.09.2020 | Legionowo           | Pojedynek w wadze lekkiej. |
| Wygrana   | 10-2 (1) | Estabili Amato (10-1)           | Decyzja (jednogłośna)                                                                      | 3     | 5:00 | Babilon MMA 11: Skibiński vs. Nalgiev | 13.12.2019 | Radom               | Limit umowny -68 kg. |
| Wygrana   | 9-2 (1)  | Adrian Zieliński (19-8)         | Decyzja (jednogłośna)                                                                      | 5     | 5:00 | Babilon MMA 10: Podziemny Krąg        | 26.10.2019 | Wieliczka           | Obronił pas mistrzowski Babilon MMA w wadze piórkowej. Zdobył pas mistrzowski FEN w wadze piórkowej.                                    |
| Wygrana   | 8-2 (1)  | Damian Zorczykowski (6-3)       | TKO (ciosy pięściami w parterze)                                                           | 3     | 4:34 | Babilon MMA 8: Babilon Fight Night 1  | 31.05.2019 | Pruszków            | Zdobył pas mistrzowski Babilon MMA w wadze piórkowej.                                                                                   |
| Wygrana   | 7-2 (1)  | Łukasz Rajewski (8-4)           | Decyzja (jednogłośna)                                                                      | 3     | 5:00 | Babilon MMA 7: Kita vs. Głuchowski    | 25.01.2019 | Żyrardów            | |
| Wygrana   | 6-2 (1)  | Aleksander Georgas (9-5)        | TKO (ciosy pięściami)                                                                      | 1     | 3:55 | Babilon MMA 4: Kołecki vs. Cuk        | 08.06.2018 | Ełk                 | |
| Wygrana   | 5-2 (1)  | Mateusz Siński (2-0)            | TKO (ciosy pięściami)                                                                      | 2     | 3:36 | Babilon MMA 3: Kołecki vs. Borowski   | 16.03.2018 | Radom               | Debiut w Babilon MMA. Bonus za występ wieczoru.                                                                                         |
| Wygrana   | 4-2 (1)  | Patryk Duński (5-3)             | Poddanie (duszenie gilotynowe)                                                             | 2     | ?    | TFL 12: Hydro Truck Night             | 18.11.2017 | Radom               | |
| Nieodbyta | 3-2 (1)  | Steve McIntosh (3-0)            | No contest (przypadkowe uderzenie kolanem w krocze ze strony Rutkowskiego w stronę rywala) | 1     | ?    | On Top: Toe 2 Toe                     | 30.09.2017 | Linwood             | Pojedynek o pas mistrzowski OTP w wadze lekkiej. Mistrz nie został wyłoniony.                                                           |
| Wygrana   | 3-2      | Cameron Hardy (0-0)             | TKO (ciosy pięściami)                                                                      | 2     | 2:13 | BAMMA 29: McDermott vs. Wolf          | 12.05.2017 | Birmingham          | |
| Wygrana   | 2-2      | Niall Smith (4-4)               | TKO (ciosy pięściami)                                                                      | 3     | 2:16 | BAMMA 28: Parke vs. Redmond           | 24.02.2017 | Belfast             | Debiut w BAMMA. |
| Wygrana   | 1-2      | Dylan Logan (0-0)               | TKO (ciosy pięściami)                                                                      | 2     | 0:45 | Clan Wars 26                          | 04.12.2016 | Belfast             | |
| Przegrana | 0-2      | Dawid Gajda (0-1)               | Decyzja (jednogłośna)                                                                      | 2     | 5:00 | Thunderstorm 1 – The Beginning        | 07.11.2015 | Łódź                | |
| Przegrana | 0-1      | Radosław Tarnawa (1-0)          | Decyzja (jednogłośna)                                                                      | 3     | 5:00 | PLMMA 56: Bielsko-Biała               | 19.06.2015 | Bielsko-Biała       | |

### Amatorskie
| Wynik     | Bilans | Przeciwnik (bilans przed walką) | Rozstrzygnięcie               | Runda | Czas      | Rozgrywki            | Data       | Miejsce   | Uwagi |
| --------- | ------ | ------------------------------- | ----------------------------- | ----- | --------- | -------------------- | ---------- | --------- | ----- |
| Wygrana   | 8-1    | Artur Drążek (0-1)              | Decyzja                       | 1     | 5:00      | ALMMA 125            | 18.12.2016 | Sochaczew |       |
| Wygrana   | 7-1    | Krystian Knop (0-0)             | TKO                           | 1     | 2:30      | ALMMA 125            | 18.12.2016 | Sochaczew |       |
| Wygrana   | 6-1    | Łukasz Ziółkowski (0-1)         | Poddanie (americana)          | 2     | 5:00+0:34 | ALMMA 125            | 18.12.2016 | Sochaczew |       |
| Wygrana   | 5-1    | Cezary Oleksiejczuk (4-1)       | Decyzja                       | 1     | 5:00      | ALMMA109 PP MMA 2016 | 15.05.2016 | Sochaczew |       |
| Wygrana   | 4-1    | Mateusz Wieczorek (0-0)         | Decyzja                       | 1     | 5:00      | ALMMA109 PP MMA 2016 | 15.05.2016 | Sochaczew |       |
| Wygrana   | 3-1    | Karol Żurowski (0-1)            | Walkower                      | 1     | 4:00      | ALMMA109 PP MMA 2016 | 15.05.2016 | Sochaczew |       |
| Wygrana   | 2-1    | Adrian Kępa                     | Decyzja                       | 1     | 5:00      | ALMMA99              | 19.12.2015 | Sochaczew |       |
| Wygrana   | 1-1    | Tobiasz Imbierski               | Decyzja                       | 2     | 5:00+5:00 | ALMMA99              | 19.12.2015 | Sochaczew |       |
| Przegrana | 0-1    | Bartłomiej Jasiński             | Poddanie (duszenie trójkątne) | 1     | 2:08      | ALMMA44              | 05.10.2013 | Wołomin   |       |

## Lista walk w boksie

### Zawodowe
| Wynik     | Bilans | Przeciwnik (bilans przed walką) | Rozstrzygnięcie         | Runda | Czas | Rozgrywki                                               | Data       | Miejsce  | Uwagi                            |
| --------- | ------ | ------------------------------- | ----------------------- | ----- | ---- | ------------------------------------------------------- | ---------- | -------- | -------------------------------- |
| Wygrana   | 4-3    | Salim Touahri (0-0)             | Decyzja (jednogłośna)   | 3     | 3:00 | Silesian MMA 15                                         | 10.05.2024 | Kraków   | Limit umowny -80 kg. Main Event. |
| Wygrana   | 3-3    | Piotr Pająk (0-0)               | Decyzja (jednogłośna)   | 4     | 3:00 | Prime 3: Street Fighter                                 | 01.10.2022 | Radom    | Co-Main Event                    |
| Wygrana   | 2-3    | Damian Kiwior (8-2-1)           | Decyzja (techniczna)    | 6     | 0:35 | Babilon Boxing Show                                     | 17.12.2021 | Radom    | Limit umowny -72 kg.             |
| Przegrana | 1-3    | Maksim Hardzeika (9-0)          | Decyzja (większościowa) | 8     | 3:00 | Polsat Boxing Night 10                                  | 14.05.2021 | Warszawa |                                  |
| Wygrana   | 1-2    | Dawid Śmiełowski (0-0)          | Decyzja (jednogłośna)   | 6     | 3:00 | Babilon Boxing Show: Cieślak vs. Kashinsky              | 09.04.2021 | Warszawa |                                  |
| Przegrana | 0-2    | Evander Rivera (1-0)            | Decyzja (jednogłośna)   | 6     | 3:00 | Babilon Promotion: Live in Studio – Babilon Boxing Show | 26.02.2021 | Warszawa |                                  |
| Przegrana | 0-1    | Przemysław Runowski (18-1)      | Decyzja (jednogłośna)   | 6     | 3:00 | Babilon Promotion: Live in Studio                       | 17.07.2020 | Radom    |                                  |

## Życie prywatne
Jest żonaty z Agnieszką, z którą ma syna Tadeusza.

### Zatrzymanie
23 sierpnia 2024 Daniel Rutkowski został zatrzymany w swoim domu przez nieumundurowanych funkcjonariuszy policji. Postawiono mu zarzuty, które były dla niego niezrozumiałe, jak i również ustanowionego przez niego obrońcy. Śląska policja podała, że zatrzymano czterech mężczyzn podejrzanych o rozbój z użyciem niebezpiecznych narzędzi. Do przestępstwa miało dojść 12 sierpnia na parkingu jednego ze sklepów na terenie Zabrza. Decyzją sądu zatrzymani mężczyźni zostali tymczasowo aresztowani na okres 3 miesięcy. Grozi im kara do 20 lat więzienia. Sprawcy mieli zmusić pokrzywdzonego do przelania na wskazane konto kwoty finansowej wynoszącej blisko miliona złotych, grożąc mu przy tym nożem oraz przedmiotem przypominającym broń palną.